# Dmitriy Popov
Dmitri Lvovich Popov - em russo, Дмитрий Львович Попов (Yaroslavl, 27 de fevereiro de 1967) é um ex-futebolista russo.
Teve mais sucesso em três equipes: Shinnik, Spartak e Racing Santander, tendo jogado também por Compostela e Toledo.
Popov, que jogou também pela Rússia (disputou a Copa de 1994), parou de jogar em 2000, no israelense Maccabi Tel-Aviv.